# M1 개런드

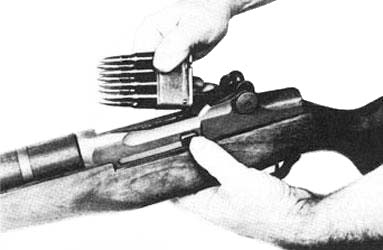
M1 개런드의 장전.

M1 개런드(M1 Garand. 공식 명칭은 the United States Rifle, Caliber .30, M1)는 존 개런드가 발명했으며 세계 최초로 보병 부대에 널리 보급된 반자동 소총이다. 1936년 M1 개런드는 M1903 스프링필드를 대체하는 표준 제식 소총으로 미군에 공식 채택되었다. 1957년 미군에서 M1 개런드는 M14 소총에 의해 대체된다. M1 개런드는 제2차 세계 대전, 한국 전쟁에서 많이 쓰였으며 베트남 전쟁에서도 제한적으로 사용되었으며, .30-06 스프링필드 탄을 사용하고 롱 스트로크 가스 피스톤 방식, 회전 노리쇠 방식으로 작동한다.
여담으로 M1 개런드의 장전 방식이 탄창식이 아니라 클립식이고 클립을 삽입함과 동시에 노리쇠가 자동으로 튀어나와 장전하다 노리쇠에 손가락을 씹어먹는 일이 잦았다. 이것을 Garand Thumb 또는 M1 Thumb이라고 불렀다. 소문에 의하면 손가락이 잘린다는 말도 있지만, 실제는 엄지 손가락에 멍이 들거나 긁히는 정도였다. 극소수지만 운이 나빠 엄지 손가락이 골절되기도 했다.
대한민국 군경의 운용으로는 한국전쟁 당시의 대한민국 국군, 대한민국 경찰은 M1 개런드를 미국으로부터 군사 원조로 제공받아 주력 소총으로 사용하기 시작했다. 대한민국 국군에서는 M16 소총을 1960년대 후반 베트남 전장에서 미군으로부터 원조를 받기 시작해서 1970년대에는 M16 소총을 면허생산으로 현역에서는 상당수 대체하였으며 한동안 예비군 화기로 사용되어 1980년 5.18 광주민주화운동때에는 시민군의 화기로도 사용된 사례도 있다.
1971년 11월, 박정희 대통령이 국방과학연구소에 당시 국군의 장비하고 있던 미제 소총과 박격포 등을 연말까지 국산화하라는 명령을 내렸다. 정확히는 일명 '번개사업'으로 M1 개런드를 M14 소총처럼 자동사격이 가능하게 개량한 MX 소총이 2정이 양산되고 1970년대 예비군 화기를 생산할 계획을 세웠으나 취소되었다.
이후 1980년대 K1A 기관단총, K2 소총이 개발되고 대량 양산되면서 예비군 화기에서도 1990년대 퇴출된 것으로 추정된다. 다만 M1 카빈과 함께 치장물자로 보존은 되고 있었고 2000년대 후반부터 미국으로 역수출을 시도하면서 치장물자에서도 퇴출 될 것으로 보인다.

## 대중 문화

### 영화 및 드라마
- 포화 속으로
  - 학도병 모두가 이 총을 사용한다.
- 고지전
  - 한국군 모두가 이 총을 사용한다.
- 태극기 휘날리며
  - 한국군 모두가 이 총을 사용한다.
- 전우
  - 한국군 모두가 이 총을 사용한다.

### 게임
- 로블록스
  - 베트남 전쟁을 주제로 정한 게임에서 미군 기본 지급총으로 등장한다.

- Surviv.io에서 희귀총으로 나온다

- 워패드에서 나온다.

## 같이 보기
- 화기: M14 소총, M1 카빈
- 인물: 존 개런드
- 전쟁: 제2차 세계 대전, 한국 전쟁, 베트남 전쟁